# Ava Inferi
Ava Inferi er et portuguisisk gothic metal band, der blev grundlagt i Almada, Portugal, af guitarist og sangskriver Rune Eriksen (alias Blasphemer, Mayhem). Debutalbummet, Burdens, blev udgivet i januar 2006.

## Medlemmer

### Nuværende Medlemmer
- Carmen Susana Simões (vokal)
- Rune Eriksen (guitar)
- Jaime S. Ferreira (bas)
- João Samora (Bandido) (trommer)

### Session medlemmer
- Daniel Cardoso (klaver)

| Musikgruppe | Spire Denne artikel om en musikgruppe er en spire som bør udbygges. Du er velkommen til at hjælpe Wikipedia ved at udvide den. |